# Sekretarze zasobów wewnętrznych Stanów Zjednoczonych

Sekretarz Zasobów Wewnętrznych (en. United States Secretary of the Interior) – szef amerykańskiego Departamentu Zasobów Wewnętrznych. Sekretarz jest członkiem amerykańskiego Rządu, powołuje go Prezydent USA.
| #  | Fotografia | Osoba                                   | Stan            | Daty sprawowania urzędu                                                                     | Prezydent                               |
| -- | ---------- | --------------------------------------- | --------------- | ------------------------------------------------------------------------------------------- | --------------------------------------- |
| 1  |            | Thomas Ewing                            | Ohio            | 8 marca 1849 – 22 lipca 1850                                                                | Zachary Taylor, Millard Fillmore        |
| 2  |            | Thomas McKennan                         | Pennsylvania    | 15 sierpnia 1850 – 26 sierpnia 1850                                                         | Millard Fillmore                        |
| 3  |            | Alexander Hugh Holmes Stuart            | Virginia        | 14 września 1850 – 7 marca 1853                                                             | Millard Fillmore                        |
| 4  |            | Robert McClelland                       | Michigan        | 8 marca 1853 – 9 marca 1857                                                                 | Franklin Pierce                         |
| 5  |            | Jacob Thompson                          | Mississippi     | 10 marca 1857 – 8 stycznia 1861                                                             | James Buchanan                          |
| 6  |            | Caleb Blood Smith                       | Indiana         | 5 marca 1861 – 31 grudnia 1862                                                              | Abraham Lincoln                         |
| 7  |            | John Palmer Usher                       | Indiana         | 1 stycznia 1863 – 15 maja 1865                                                              | Abraham Lincoln, Andrew Johnson         |
| 8  |            | James Harlan                            | Iowa            | 16 maja 1865 – 31 sierpnia 1866                                                             | Andrew Johnson                          |
| 9  |            | Orville Hickman Browning                | Illinois        | 1 września 1866 – 4 marca 1869                                                              | Andrew Johnson                          |
| 10 |            | Jacob Dolson Cox                        | Ohio            | 5 marca 1869 – 31 października 1870                                                         | Ulysses S. Grant                        |
| 11 |            | Columbus Delano                         | Ohio            | 1 listopada 1870 – 30 września 1875                                                         | Ulysses S. Grant                        |
| 12 |            | Zachariah Chandler                      | Michigan        | 19 października 1875 – 11 marca 1877                                                        | Ulysses S. Grant                        |
| 13 |            | Carl Schurz                             | Missouri        | 12 marca 1877 – 7 marca 1881                                                                | Rutherford B. Hayes                     |
| 14 |            | Samuel J. Kirkwood                      | Iowa            | 8 marca 1881 – 17 kwietnia 1882                                                             | James A. Garfield, Chester A. Arthur    |
| 15 |            | Henry Moore Teller                      | Kolorado        | 18 kwietnia 1882 – 3 marca 1885                                                             | Chester A. Arthur                       |
| 16 |            | Lucius Q.C. Lamar                       | Mississippi     | 6 marca 1885 – 10 stycznia 1888                                                             | Grover Cleveland                        |
| 17 |            | William Freeman Vilas                   | Wisconsin       | 16 stycznia 1888 – 6 marca 1889                                                             | Grover Cleveland                        |
| 18 |            | John Willock Noble                      | Missouri        | 7 marca 1889 – 6 marca 1893                                                                 | Benjamin Harrison                       |
| 19 |            | M. Hoke Smith                           | Georgia         | 6 marca 1893 – 1 września 1896                                                              | Grover Cleveland                        |
| 20 |            | David Rowland Francis                   | Missouri        | 3 września 1896 – 5 marca 1897                                                              | Grover Cleveland                        |
| 21 |            | Cornelius Newton Bliss                  | Nowy Jork       | 6 marca 1897 – 19 lutego 1899                                                               | William McKinley                        |
| 22 |            | Ethan Allen Hitchcock                   | Missouri        | 20 lutego 1899 – 4 marca 1907                                                               | William McKinley, Theodore Roosevelt    |
| 23 |            | James Rudolph Garfield                  | Ohio            | 5 marca 1907 – 5 marca 1909                                                                 | Theodore Roosevelt, William Howard Taft |
| 24 |            | Richard Achilles Ballinger              | Waszyngton      | 6 marca 1909 – 12 marca 1911                                                                | William Howard Taft                     |
| 25 |            | Walter Lowrie Fisher                    | Illinois        | 13 marca 1911 – 5 marca 1913                                                                | William Howard Taft                     |
| 26 |            | Franklin Knight Lane                    | Kalifornia      | 6 marca 1913 – 29 lutego 1920                                                               | Woodrow Wilson                          |
| 27 |            | John Barton Payne                       | Illinois        | 15 marca 1920 – 4 marca 1921                                                                | Woodrow Wilson                          |
| 28 |            | Albert Bacon Fall                       | Nowy Meksyk     | 5 marca 1921 – 4 marca 1923                                                                 | Warren G. Harding                       |
| 29 |            | Hubert Work                             | Kolorado        | 5 marca 1923 – 24 lipca 1928                                                                | Warren G. Harding, Calvin Coolidge      |
| 30 |            | Roy Owen West                           | Illinois        | 25 lipca 1928 – 4 marca 1929                                                                | Calvin Coolidge                         |
| 31 |            | Ray Lyman Wilbur                        | Kalifornia      | 5 marca 1929 – 4 marca 1933                                                                 | Herbert Hoover                          |
| 32 |            | Harold LeClair Ickes                    | Illinois        | 4 marca 1933 – 15 lutego 1946                                                               | Franklin D. Roosevelt, Harry S. Truman  |
| 33 |            | Julius Albert Krug                      | Wisconsin       | 18 marca 1946 – 1 grudnia 1949                                                              | Harry S. Truman                         |
| 34 |            | Oscar Littleton Chapman                 | Kolorado        | 1 grudnia 1949 – 20 stycznia 1953                                                           | Harry S. Truman                         |
| 35 |            | Douglas McKay                           | Oregon          | 21 stycznia 1953 – 15 kwietnia 1956                                                         | Dwight D. Eisenhower                    |
| 36 |            | Fred Andrew Seaton                      | Nebraska        | 8 czerwca 1956 – 20 stycznia 1961                                                           | Dwight D. Eisenhower                    |
| 37 |            | Stewart Lee Udall                       | Arizona         | 21 stycznia 1961 – 20 stycznia 1969                                                         | John F. Kennedy, Lyndon Johnson         |
| 38 |            | Walter J. Hickel                        | Alaska          | 24 stycznia 1969 – 25 listopada 1970                                                        | Richard Nixon                           |
| 39 |            | Rogers Clark Ballard Morton             | Maryland        | 29 stycznia 1971 – 30 kwietnia 1975                                                         | Richard Nixon, Gerald Ford              |
| 40 |            | Stanley K. Hathaway                     | Wyoming         | 12 czerwca 1975 – 9 października 1975                                                       | Gerald Ford                             |
| 41 |            | Thomas S. Kleppe                        | Dakota Północna | 17 października 1975 – 20 stycznia 1977                                                     | Gerald Ford                             |
| 42 |            | Cecil D. Andrus                         | Idaho           | 23 stycznia 1977 – 20 stycznia 1981                                                         | Jimmy Carter                            |
| 43 |            | James G. Watt                           | Kolorado        | 23 stycznia 1981 – 8 listopada 1983                                                         | Ronald Reagan                           |
| 44 |            | William Patrick Clark                   | Kalifornia      | 18 listopada 1983 – 7 lutego 1985                                                           | Ronald Reagan                           |
| 45 |            | Donald Paul Hodel                       | Oregon          | 8 lutego 1985 – 20 stycznia 1989                                                            | Ronald Reagan                           |
| 46 |            | Manuel Lujan Jr.                        | Nowy Meksyk     | 3 lutego 1989 – 20 stycznia 1993                                                            | George H.W. Bush                        |
| 47 |            | Bruce Babbitt                           | Arizona         | 22 stycznia 1993 – 2 stycznia 2001                                                          | Bill Clinton                            |
| 48 |            | Gale Ann Norton                         | Kolorado        | 31 stycznia 2001 – 31 marca 2006                                                            | George W. Bush                          |
| 49 |            | Dirk Kempthorne                         | Idaho           | 29 maja 2006 – 20 stycznia 2009                                                             | George W. Bush                          |
| 50 |            | Ken Salazar                             | Kolorado        | 20 stycznia 2009 – 12 kwietnia 2013                                                         | Barack Obama                            |
| 51 |            | Sally Jewell                            | Waszygton       | 12 kwietnia 2013 – 20 stycznia 2017                                                         | Barack Obama                            |
| –  |            | Kevin Haugrud (pełniący obowiązki)      |                 | 20 stycznia – 1 marca 2017                                                                  | Donald Trump                            |
| 52 |            | Ryan Zinke                              | Montana         | 1 marca 2017 – 2 stycznia 2019                                                              | Donald Trump                            |
| 53 |            | David Bernhardt                         | Virginia        | 2 stycznia – 11 kwietnia 2019 (jako pełniący obowiązki) 11 kwietnia 2019 – 20 stycznia 2021 | Donald Trump                            |
| –  |            | Scott de la Vega (pełniący obowiązki)   | Nowy Jork       | 20 stycznia – 16 marca 2021                                                                 | Joe Biden                               |
| 54 |            | Deb Haaland                             | Nowy Meksyk     | 16 marca 2021 – 20 stycznia 2025                                                            | Joe Biden                               |
| –  |            | Walter Cruickshank (pełniący obowiązki) |                 | 20 stycznia 2025 – 1 lutego 2025                                                            | Donald Trump                            |
| 55 |            | Doug Burgum                             | Dakota Północna | od 1 lutego 2025                                                                            | Donald Trump                            |